# Tożsamość Kai

Tożsamość Kaya: czynniki generujące wzrost emisji CO_{2} na świecie w okresie 1960 - 2016 w %.

Tożsamość Kai (ang. Kaya identity) to równanie przedstawiające wpływ, jaki na emisje CO2 mają następujące czynniki: wielkość populacji, zamożność społeczeństwa, efektywność energetyczna oraz emisyjność energetyki. Jest to bardziej uszczegółowiona forma równania I = PAT, które określa czynniki determinujące poziom wpływu człowieka na klimat. Tożsamość Kai nie opiera się na żadnych założeniach, to znaczy, że jest prawdziwa w dowolnie wybranych warunkach i w każdym czasie (świadczy o tym możliwość jego skrócenia poprzez redukcję identycznych liczników i mianowników poszczególnych pozycji).
{\displaystyle F=P\times {\frac {G}{P}}\times {\frac {E}{G}}\times {\frac {F}{E}}}

## Przegląd
Tożsamość Kai została opracowana przez japońskiego ekonomistę zajmującego się energią, Yoichi Kaya. Jest to temat jego książki Environment, Energy, and Economy: strategies for sustainability, napisanej wspólnie z Keiichi Yokobori jako wynik Konferencji na temat Globalnego Środowiska, Energii i Rozwoju Gospodarczego (1993: Tokio, Japonia). Jest to matematycznie bardziej spójna odmiana wzoru I = PAT Paula R. Ehrlicha i Johna Holdrena, opisującego czynniki wpływu na środowisko.

### Równanie „tożsamość Kai”
{\displaystyle F=P\cdot {\frac {G}{P}}\cdot {\frac {E}{G}}\cdot {\frac {F}{E}}}
gdzie:
F – oznacza globalne emisje CO2  wygenerowane  przez człowieka
P – oznacza światową populację
G – światowe PKB
E – światową konsumpcję energii
oraz
G/P – oznacza PKB per capita
E/G – oznacza energochłonność gospodarki
F/E – oznacza ilość emisji CO2 na jednostkę energii
Tym samym wzór można przedstawić w następujący sposób:
{\displaystyle emisjeCO2=populacja\cdot {\frac {PKB}{populacja}}\cdot {\frac {energia}{PKB}}\cdot {\frac {emisjeCO2}{energia}}}
Tożsamość Kai pozwala określić wpływ czterech podstawowych czynników warunkujących wzrost emisji, tj.:
- wzrostu demograficznego („populacja”)

- wzrostu zamożności społeczeństw („PKB/populacja” )

- zmiany energochłonności gospodarki („energia/PKB ”)

- zmiany uzależnienia wytwarzania energii od paliw kopalnych, czyli ropy, gazu i węgla („emisje CO2 /energia”).

Tożsamość Kai określa socjoekonomiczne źródła wzrostu emisji i wskazuje na te elementy gospodarki światowej, w których można podjąć działania w celu ograniczenia emisji, w szczególności chodzi tu o energochłonność gospodarki oraz emisje CO2 na jednostkę energii.

## Wykorzystanie w raportach IPCC
Tożsamość Kai odgrywa kluczową rolę w opracowywaniu przyszłych scenariuszy emisji w specjalnym raporcie IPCC na temat scenariuszy emisji (IPCC Special Report on Emissions Scenarios). Scenariusze określają szereg założonych warunków przyszłego rozwoju każdego z czterech czynników wzrostu emisji CO2. Prognozy wzrostu liczby ludności są dostępne niezależnie od badań demograficznych; tendencje w zakresie PKB na mieszkańca są dostępne w statystykach gospodarczych i ekonometrii; podobnie w przypadku energochłonności i poziomów emisji. Przewidywana emisja dwutlenku węgla może napędzać cykl węglowy i modele klimatyczne, antycypując tym samym przyszłe stężenie CO2 i poziom globalnego ocieplenia.
Raport IPCC (5th Assessment Report, Working Group 3) zwraca uwagę, że w ostatnich dziesięcioleciach podstawową przyczyną zwiększenia emisji był wzrost konsumpcji. Nastąpiło to pomimo zmniejszenia energochłonności gospodarki oraz ilości emisji na jednostkę energii wpływając na wzrost globalnego zużycia energii i tym samym powodując, że całkowite emisje na świecie rosły.

## Inne wykorzystanie tożsamości Kai
Bill Gates wykorzystał tożsamość Kai, bez podania źródła, podczas TED Talk zatytułowanego Innovating to zero!. Pisząc w ThinkProgress, Joseph J. Romm zakwestionował słuszność argumentów Gatesa, a także wyjaśnił kluczową ideę stojącą za tożsamością.